# Sulfuro de cadmio
Sulfuro de cadmio es un compuesto inorgánico compuesto de azufre y cadmio cuya fórmula es CdS. Se presenta en la forma de un sólido amarillo. Se encuentra en la naturaleza con dos estructuras cristálinas diferentes en los minerales raros: greenockita y hawleyita. Pero es más frecuente encontrarlo como una impureza en el zinc; así su extracción es más económica a partir de las menas de esfalerita y wurtzita. Como compuesto es fácil aislarlo y purificarlo, por tanto,  es la principal fuente de cadmio para las aplicaciones comerciales.  Su color amarillo vívido dio lugar a su adopción como pigmento para la pintura conocido como "amarillo cadmio" y comenzó a emplearse en el siglo XVIII.

## Producción
El sulfuro de cadmio puede prepararse por la precipitación de las sales solubles de cadmio (II) con el ion sulfuro.  Esta reacción ha sido utilizada en análisis gravimétrico y análisis inorgánico cualitativo.
La ruta preparatoria y el tratamiento subsiguiente del producto, afecta su forma polimórfica (forma cúbica o hexagonal). El uso de métodos de precipitación química proporciona formas en el sistema cristálino cúbico.
La producción del pigmentos de cadmio normalmente implica la precipitación del CdS, después el lavando del sólido precipitado y un proceso de calcinación para convertirlo a su forma cristalina hexagonal, a continuación se realiza una molienda para producirlo en forma de polvo. Cuándo junto al sulfuro de cadmio precipita sulfuro de selenio (SeS2) se forma sulfoselenuro de cadmio (CdSSe) durante el proceso de calcinación.
El sulfuro de cadmio se asocia en ocasiones con sulfato para reducir bacterias.

### Obtención de películas delgadas de CdS
Se emplean métodos especiales para obtener películas de CdS empleadas en algunos componentes como fotorresistores y celdas solares. En el método de deposición química se preparan películas delgadas de CdS utilizando tiourea como fuente de aniones sulfuro y una solución buffer de amonio para controlar el pH:
Cd2+  + H2O   +  (NH2)2CS  +  2 NH3  →   CdS  +  (NH2)2CO   +  2 NH4+
También puede producirse mediante depósito de vapor mediante procesos químicos organometálicos y/o técnicas MOCVD. Este proceso emplea como precursores azufre y cadmio volátiles.  Un ejemplo común es la reacción de dimetilcadmio con dietil sulfuro:
Cd(CH3)2  + Et2S  →   CdS  +  CH3CH3   +  C4H10
Se conocen otros métodos como:
Otros métodos para producir películas de CdS incluir
- Sol gel[10]
- Pulverización catódica.[11]
- Baño químico.[12]
- Depósito electroquímico.[13]*SILAR.[14]
- Pulverización con precursor de sales de cadmio, compuesto de azufre y un dopante.[15]
- Serigrafía que utiliza un estiércol líquido que contiene CdS dispersado.[16]

## Reacciones
El sulfuro de cadmio es soluble en ácidos y esa conversión ha sido investigada como método para extraer el pigmento en residuos de polímeros p. ej. de tubos HDPE:
CdS  +  2 HCl   →   CdCl2  +  H2S
A partir de soluciones con partículas de CdS dispersadas a las que se añade hidrógeno:
H2S → H2 + S ΔHf = +9.4 kcal/mol
El mecanismo propuesto implica los pares de electrones/agujeros creados cuándo el sulfuro de cadmio absorbe luz incidente y se producen las reacciones con el agua y sulfuro:
Producción de un par electrón/agujero
CdS + hν → e− + Agujero+
Reacción de electrón
2e− + 2H2O → H2 + 2OH−
Reacción de agujero
2agujero+ + S2− → S

## Estructura y propiedades físicas
Al igual que el sulfuro de cinc dispone de dos formas cristalinas.La más estable es la estructura hexagonal, que se encuentra en la greenockita, y además se presenta en el sistema cristalino cúbico, que se encuentra en el mineral Hawleyite. En ambas formas los átomos de cadmio y azufre están en cuatro coordenadas. También existe una estructura con el NaCl en forma de roca de sal producida a altas presiones.
Es un semiconductor de brecha energética directa (gap 2.42 eV). La magnitud de su gap de banda significa que aparece coloreado.
De ese modo tiene otras propiedades:
- La conductividad aumenta cuándo es iluminado (lo que permite su uso como Fotorresistor).[19]
- Cuándo se combina con un semiconductor de tipo p forma el núcleo de un celda solar,  la combinación CdS/Cu2S fue una de las primeras celdas eficaces conocidas (1954).[21][22]
- Cuándo es dopado con Cu+ ("activador") y Al3+ ("coactivator") el CdS presenta luminiscencia bajo excitación por rayos catódicos (catodoluminiscencia).[23]
- Ambas formas polimorfas son piezoeléctricos y la forma hexagonal es también piroelectrica.[24]
- Electroluminiscencia[25]
- El cristal de CdS puede actuar como láser de estado sólido.[26][27]
- En forma de película delgada, el CdS puede combinarse con otras capas para ser utilizado en ciertos tipos de celdas solares.[28] Fue también uno de los primeros materiales semiconductores utilizados en transistores de película delgada (TFTs por sus siglas en inglés).[29] Aunque el interés de estos TFTs ha decaído en su uso tras la aparición de la tecnología de silicio amorfo a finales de los años setenta.

## Aplicaciones

### Pigmento

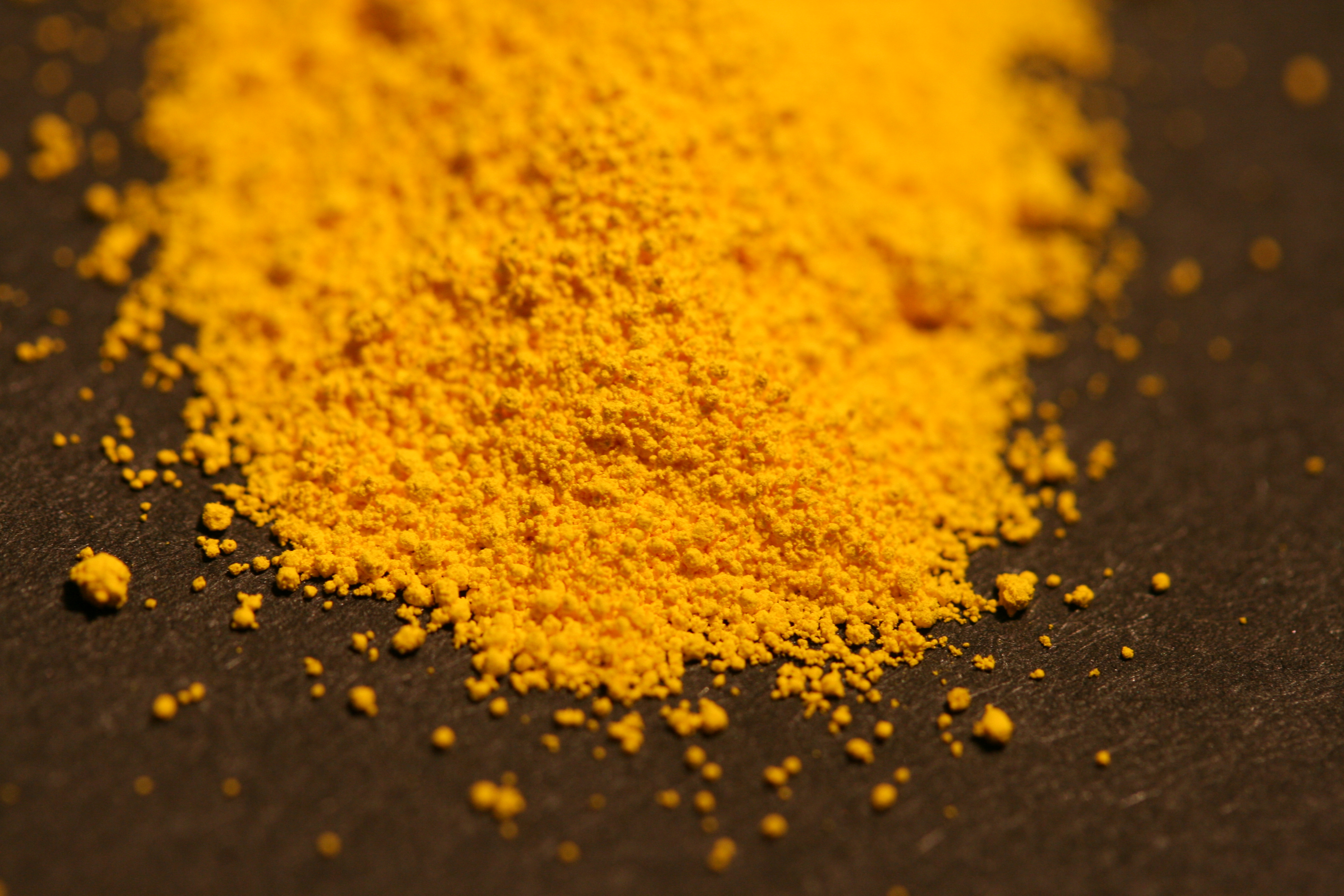
Pigmento amarillo cadmio

Los pigmentos de cadmio basados en sulfuro de cadmio son muy valorados por su buena estabilidad térmica y ante la luz, su resistencia química y su gran opacidad. Como pigmento, el CdS es conocido como el amarillo cadmio. (CI pigmento amarillo 37) Se producen aproximadamente unas 2000 toneladas anuales desde 1982, representando aproximadamente el 25% del cadmio procesado comercialmente. También se usa como pigmento en plásticos.

### Uso histórico en arte
Se dispone de modo comercial del sulfuro de cadmio desde 1840, lo que permitió su uso por artistas como Van Gogh, Monet (en su serie de Londres y otros trabajos) o Matisse (Bañistas en el río 1916–1919). La presencia del cadmio en pinturas permite afirmar que ha sido producido con posterioridad al siglo XIX, lo que permite detectar falsificaciones en pinturas datadas con anterioridad.

### Soluciones CdS-CdSe
El CdS y el CdSe se encuentra en forma de soluciones sólidas.  Si se dispone de cantidades crecientes del componente cadmio-selenio se obtienen pigmentos que tornan hacia los rojos, por ejemplo CI naranja de pigmento 20 y CI rojo de pigmento 108.

## Seguridad
El sulfuro de cadmio es tóxico, especialmente cuándo es inhalado como polvo, y en general los compuestos del cadmio están clasificados como carcinógenos. Se conocen problemas de biocompatibilidad cuando el CdS se utiliza como color en los tatuajes.